# National Football League 1978 (Fiji)
In 1978 werd het tweede officiële Fijisch National Football League gespeeld. Titelhouder was Ba FA. Nadi FC werd voor eerste keer kampioen. 

## Kampioen
| 1978                        |
| Vlag van Fiji               |
| --------------------------- |
| Nadi FC Kampioen (1° titel) |